# Zvolenská Slatina
Zvolenská Slatina (bis 1927 „Veľká Slatina“; deutsch Großslatina, ungarisch Nagyszalatna) ist eine Gemeinde in der Mittelslowakei mit 2795 Einwohnern (Stand 31. Dezember 2024), die zum Okres Zvolen im Banskobystrický kraj gehört.

## Geographie

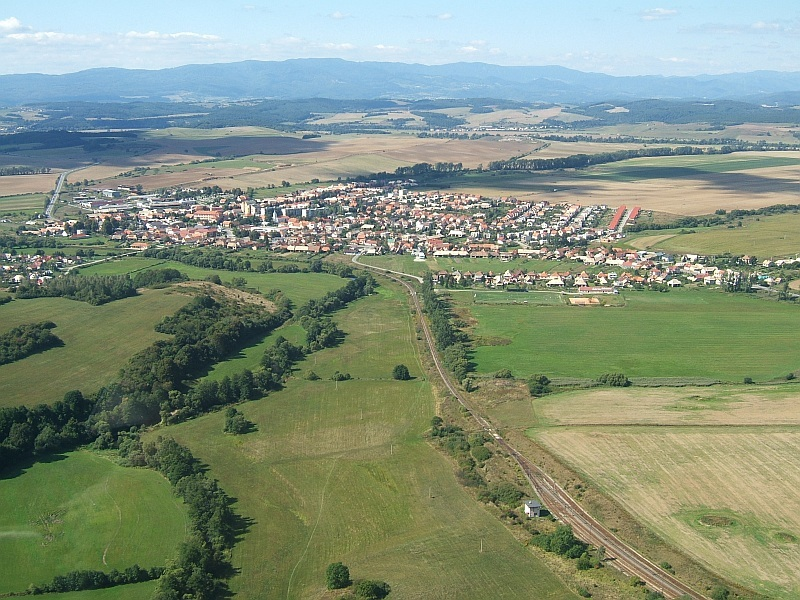
Luftbild von Zvolenská Slatina

Die Gemeinde befindet sich im Talkessel Zvolenská kotlina in der Landschaft Podpoľanie, am Unterlauf des Baches Slatinský potok, einem rechtsseitigen Zufluss der Slatina, die westwärts durch die Gemeinde fließt. Südlich der Gemeinde erhebt sich das Gebirge Javorie. Das Ortszentrum liegt auf einer Höhe von 341 m n.m. und ist etwa 11 Kilometer von Zvolen sowie 27 Kilometer von Banská Bystrica entfernt.
Zur Gemeinde gehört seit der Eingemeindung im Jahr 1990 auch das Dorf Slatinka (deutsch Kleinslatina, ungarisch Kisszalatna).
Nachbargemeinden sind Očová im Norden, Vígľaš im Osten, Slatinské Lazy im Südosten, Vígľašská Huta-Kalinka im Süden, Zvolen, Stadtteil Môťová im Südwesten und Westen und Lieskovec im Nordwesten.

## Geschichte

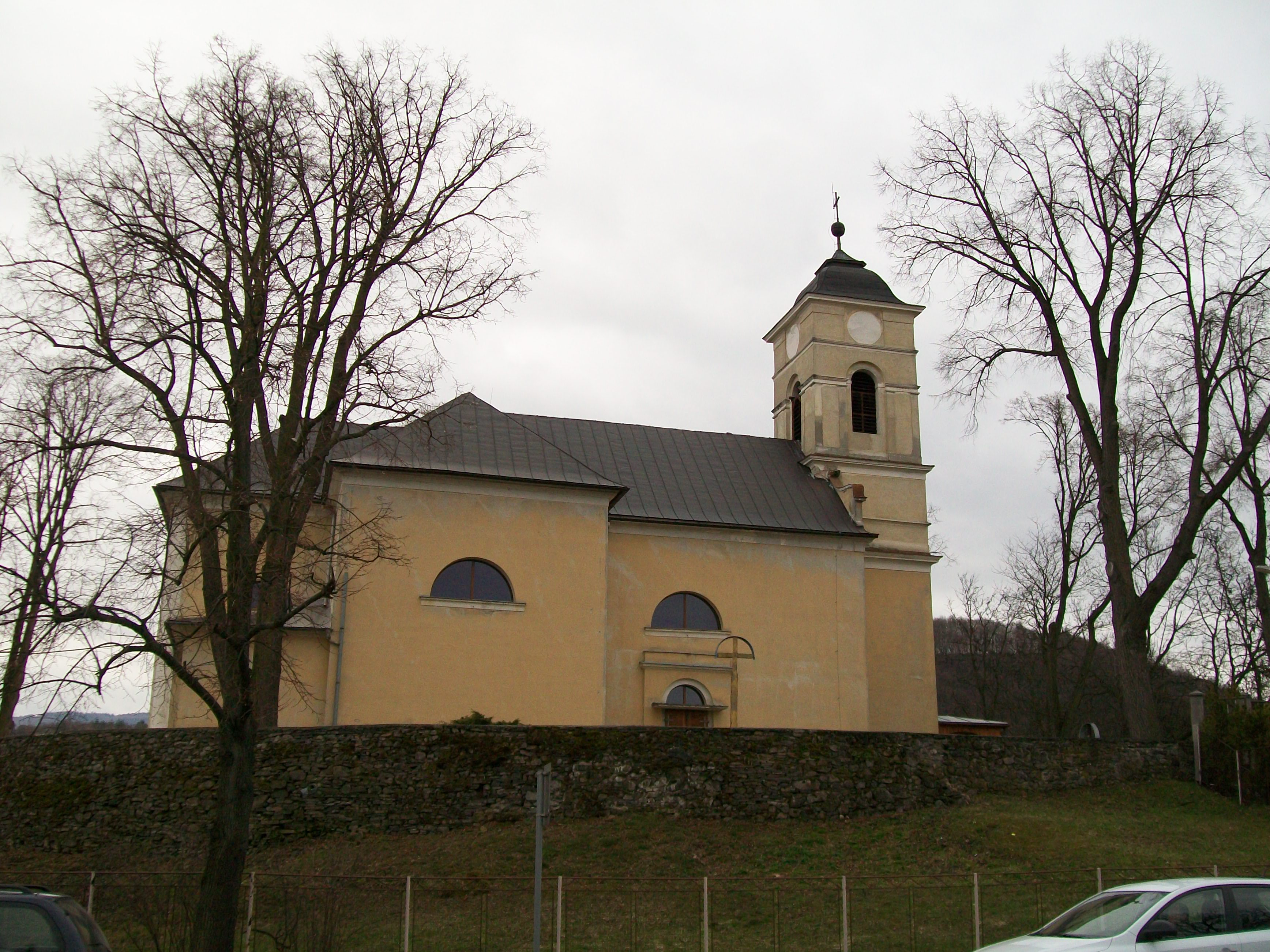
Römisch-katholische Kirche im Ort

Die älteste Spur einer Besiedlung ist ein Gräberfeld der Lausitzer Kultur der jüngeren Bronzezeit.
Der heutige Ort wurde zum ersten Mal 1322 als Sancta Crux de Solio (etwa: Heiligkreuz bei Sohl) schriftlich erwähnt und war historisch ein freies Dorf innerhalb des Herrschaftsgebiets des Schlosses Vígľaš. 1393 ist die Vorgängerform des heutigen Namens, Salathna, verzeichnet. In den 16. und 17. Jahrhunderten war Zvolenská Slatina Standort einer kleinen antiosmanischen Festung, dennoch war die Gegend wiederholt Schauplatz von türkischen Überfällen und der Ort war bspw. 1584 und 1668 gegenüber dem Osmanischen Reich tributpflichtig. 1722 stand eine Glashütte im Ort, 1797 gründete die Familie Molec eine Brimsen-Käserei, die bis heute besteht. 1828 zählte man 151 Häuser und 1491 Einwohner, die vor allem als Getreidehändler, Handwerker (allen voran Kürschner) und Landwirte beschäftigt waren.
Bis 1918 gehörte der Ort im Komitat Sohl zum Königreich Ungarn und kam danach zur neu entstandenen Tschechoslowakei beziehungsweise heutigen Slowakei.

## Bevölkerung
| Jahr                | 1994 | 2004    | 2014    | 2024    |
| ------------------- | ---- | ------- | ------- | ------- |
| Anzahl der Personen | 2548 | 2671    | 2830    | 2795    |
| Unterschied         |      | +4,82 % | +5,95 % | −1,23 % |

| Jahr                | 2023 | 2024    |
| ------------------- | ---- | ------- |
| Anzahl der Personen | 2760 | 2795    |
| Unterschied         |      | +1,26 % |

Gemäß der Volkszählung 2011 wohnten in Zvolenská Slatina 2803 Einwohner, davon 2546 Slowaken, 92 Roma, 12 Tschechen, vier Magyaren, zwei Polen und ein Ukrainer. Zwei Einwohner gaben eine andere Ethnie an und 144 Einwohner machten keine Angabe zur Ethnie.
1384 Einwohner bekannten sich zur römisch-katholischen Kirche, 753 Einwohner zur Evangelischen Kirche A. B., 13 Einwohner zur griechisch-katholischen Kirche, 12 Einwohner zur evangelisch-methodistischen Kirche, vier Einwohner zur apostolischen Kirche, drei Einwohner zur orthodoxen Kirche sowie jeweils ein Einwohner zu den Brethren, zu den Mormonen, zu den Siebenten-Tags-Adventisten, zur altkatholischen Kirche und zur reformierten Kirche. 12 Einwohner bekannten sich zu einer anderen Konfession, 405 Einwohner waren konfessionslos und bei 212 Einwohnern wurde die Konfession nicht ermittelt.

## Bauwerke und Denkmäler

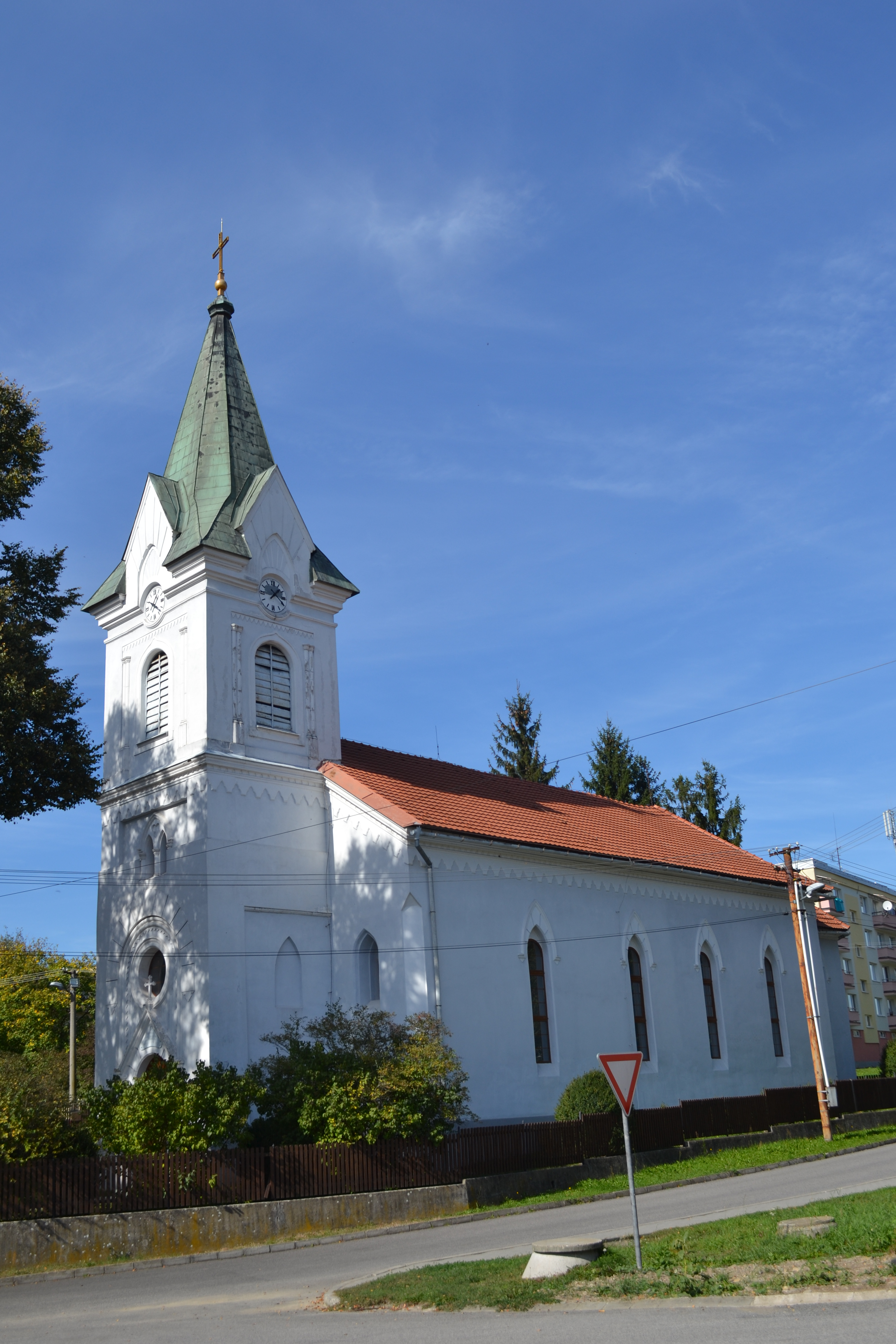
Evangelische Kirche

- römisch-katholische Heilig-Kreuz-Kirche im Barockstil aus dem Jahr 1787
- evangelische Kirche im Barockstil aus dem Jahr 1784
- denkmalgeschützte Architektur des Volksstils, darunter drei Häuser und zwei Getreidespeicher

## Infrastruktur und Verkehr
Die Gemeinde betrieb eine kombinierte Grundschule und Kindergarten.
In Zvolenská Slatina treffen sich die Cesta I. triedy 16 („Straße 1. Ordnung“) von Zvolen nach Lučenec und Košice mit der Cesta II. triedy 591 („Straße 2. Ordnung“) von Banská Bystrica heraus und nach einer Unterbrechung weiter nach Slovenské Kľačany bei Veľký Krtíš. 2016 wurde eine Umgehung im Zuge der Schnellstraße R2 eröffnet.
Im Bahnverkehr ist der Ort über den Bahnhof Zvolenská Slatina an der Bahnstrecke Salgótarján–Vrútky angeschlossen.

## Söhne und Töchter von Zvolenská Slatina
- Ján Bahýľ (1856–1916), Erfinder
- Terézia Vansová (1857–1942), Schriftstellerin
- Mikuláš Moyzes (1872–1944), Komponist
- Mária Ďuríčková (1919–2004), Schriftstellerin
- Rinaldo Oláh (1929–2006), Violinist und Komponist
- Ján Kulich (1930–2015), Bildhauer